# Maria Mitkou
Maria Mitkou (griechisch Μήτκου Μαρία, * 11. April 1994) ist eine griechische Fußballnationalspielerin.

## Karriere

### Verein
Mitkou begann ihre Karriere 2001 in einer von dem ehemaligen Fußballspieler Neto Guerino geleiteten Jugendakademie. Sie spielte ab 2007 zunächst im Frauenfußballverein in Ilioupoli, ehe dieser sich Aris Thessaloniki anschloss, wo sie bis 2011 unter Vertrag stand. Anschließend spielte Mitkou sieben Jahre lang bei AS Amazones Dramas, bevor sie im Sommer 2018 zu PAOK Thessaloniki wechselte.

### Nationalmannschaft
Am 22. Oktober 2011 gab sie im UEFA Europameisterschafts-Qualifikationsspiel gegen die polnische Fußballnationalmannschaft der Frauen ihr A-Länderspiel-Debüt. In ihrem sechsten offiziellen A-Länderspiel konnte sie gegen die mazedonische Fußballnationalmannschaft der Frauen ihr erstes Länderspieltor erzielen. Zuvor lief sie bereits für die griechische U-17- und U-19-Nationalmannschaft auf.